# Перенос збудження за Форстером
Перенос збудження за Форстером (рос. перенос возбуждения по Форстеру, англ. Forster excitation transfer (dipole-dipole excitation transfer)) — механізм перенесення збудження, яке може відбуватись між молекулярними частинками, розділеними відстанню, що перевищує суму їх вандерваальсових радіусів. Він описується в термінах взаємодії між перехідними дипольними моментами. Константа швидкості переносу kD→A визначається так: kD→A = 8.8·10–28 K2 J / (n4 τ0 r6), де K — орієнтаційний фактор, J — спектральне перекривання між абсорбційним спектром акцептора та флуоресцентним спектром донора, n — індекс рефракції середовища, τ0 — радіаційний час життя донора, r — віддаль (см) між донором та акцептором.
Синонім — диполь-дипольний перенос збудження.